# ヴィクラマーディティヤ (ウッジャイン王)

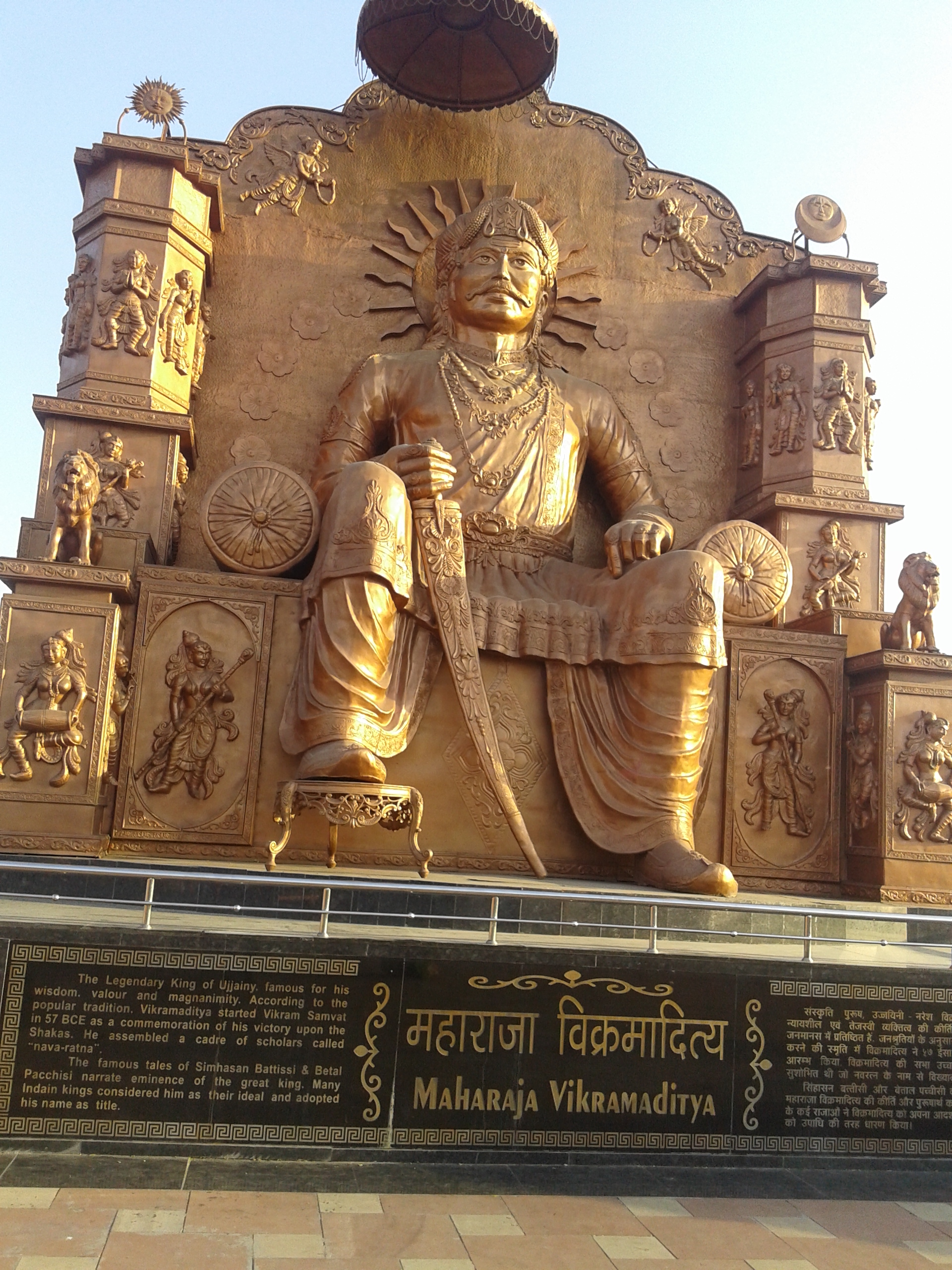
ヴィクラマーディティヤ像

ヴィクラマーディティヤ（サンスクリット: विक्रमादित्य Vikramāditya）は、インドの伝説的な王。ウッジャインを都としてインド全体を治めたと伝えられ、インドから蛮族（ムレーッチャ）、特にサカを追い払ってヴィクラマ紀元（紀元前58年）を創始し、また文芸を振興した人物と伝えられる。

## 伝説
ヴィクラマーディティヤはプラーナ文献にはまだ見えておらず、時代の確実なものでは6世紀の仏教文献が最も古い。パラマールタ（真諦、6世紀）のヴァスバンドゥ（世親）伝（漢訳『婆藪槃豆法師伝』）では、アヨーディヤーのヴィクラマーディティヤ王のときにサーンキヤ学派のヴィンディヤヴァーサがヴァスバンドゥの師であるブッダミトラを論破したため、ヴァスバンドゥは『七十真実論』を書いてヴィンディヤヴァーサの説を論破し、また王子バーラーディティヤに仏教を教え、王妃を出家させたという。玄奘『大唐西域記』（7世紀）巻2にも似た話が見え、シュラーヴァスティーのヴィクラマーディティヤ王（毗訖羅摩亜迭多王）が世親の師である如意論師を妬み、外道と不公平な議論を行わせたため、如意は舌をかみ切って死に、しばらくしてヴィクラマーディティヤ王は国を失ったとする。伝スバンドゥ作の『ヴァーサヴァダッター』（6世紀末ごろ）にはヴィクラマーディティヤが学問や芸術を擁護したことに言及する。
ヴィクラマーディティヤはインドの説話集にしばしば現れる。カシミールの『ブリハットカター』系説話集である『カター・サリット・サーガラ』および『ブリハットカターマンジャリー』（いずれも11世紀）には「ヴィシャマシーラ」という巻があり、この巻の主人公ヴィシャマシーラとはヴィクラマーディティヤの別名である。ヴィクラマーディティヤは『カター・サリット・サーガラ』に挿入された説話集『ヴェーターラ・パンチャヴィンシャティカー』（屍鬼二十五話）の枠物語の主人公でもある。『シンハーサナ・ドゥヴァートリンシカー』（獅子座三十二話）もヴィクラマーディティヤを主人公とする説話集である。
ヴィクラマーディティヤはしばしば同様に伝説的なプラティシュターナ王シャーリヴァーハナ（サーリヴァーハナ、サータヴァーハナとも）と何らかの関係があるとされる。この王の名は本来サータヴァーハナ朝の王の家名に由来するが、伝説中では個人名として用いられる。伝説ではヴィクラマーディティヤとシャーリヴァーハナは反目しあった。軍事だけではなく文化的にも対立し、ヴィクラマーディティヤはサンスクリットを、シャーリヴァーハナはプラークリットを擁護したとされる。
ヴィクラマーディティヤの都は通常ウッジャインとされるが、『カター・サリット・サーガラ』など古い時代のものではパータリプトラとされることもある。
13世紀の占星術書『ジヨーティルヴィダーバラナ』によると、ヴィクラマーディティヤの宮廷には多数の学者や詩人をかかえていたが、中でも9人が優れていて、九宝（ナヴァラトナ、英語版）と呼ばれていた。その中には詩人・劇作家のカーリダーサ、天文学者のヴァラーハミヒラ、文法学者のヴァラルチらがあったという。カーリダーサをヴィクラマーディティヤの宮廷詩人とする文献はこれ以前にも見られる。
ジャイナ教では12世紀以降にヴィクラマーディティヤの伝説が出現し、13世紀末には確立した。ジャイナ教徒はシッダセーナ・ディヴァーカラをヴィクラマーディティヤの同時代人と見る傾向があり、上記のナヴァラトナのひとりであるクシャパナカとシッダセーナを同一人物とする説も存在する。伝説のひとつでは、サータヴァーハナをおそれたヴィクラマーディティヤがプラティシュターナを攻撃するが、サータヴァーハナの神通力に敗北したとする。年代不詳の『カーラカ物語』では、主人公のカーラカの妹であるサラスヴァティーがウッジャイン王ガルダビラに誘拐されたため、カーラカはサカの力を借りてガルダビラを破る。その後はサカがウッジャインを支配したが、ヴィクラマーディティヤによってサカは追い払われ、この年がヴィクラマ紀元になった。しかし135年後にサカが再び勢力をふるい、サカ紀元（西暦78年）を立てたとする。メールトゥンガの『テーラーヴァリー』（14世紀）ではマハーヴィーラ以降の王朝について記しているが、ヴィクラマーディティヤをガルダビラの子で、60年間にわたって在位したとする。

## 史実性
ヴィクラマ紀元は紀元前58年を暦元としているが、この紀年法は古い碑文ではクリタ(kṛta)またはマーラヴァなどと呼ばれており、ヴィクラマの名で呼ばれるようになったのは9世紀以降であるため、ヴィクラマーディティヤをヴィクラマ紀元と結びつけて紀元前1世紀の人物と考える必然性はない。したがってこの年にサカを打ち破ったという話も単なる伝説にすぎず、史実であると考える理由は存在しない。
グプタ朝のチャンドラグプタ2世（4-5世紀）の硬貨にヴィクラマ、ヴィクラマーンカ、ヴィクラマーディティヤの名を記しているものがあり、ほかにもヴィクラマーディティヤを称した王があった。チャンドラグプタ2世の父であるサムドラグプタはほぼ同義のパラークラマーンカの称号を使用した。「アーディティヤ」や「アンカ」で終わる王名はグプタ朝時代にはじまる。またグプタ朝はサカと戦った。グプタ朝ではまたグプタ紀元（319年）が使われた。
サルカールによると、最初はチャンドラグプタ2世の事績からヴィクラマーディティヤ王の伝説が生まれたが、グプタ朝のほかの王の事績も後に伝説に加わったと考えられるという。またシーラーディティヤという同じ「アーディティヤ」で終わる名前を使用したハルシャ・ヴァルダナとの混同も起きている。

## 影響
チャールキヤ朝の王のうち6人がヴィクラマーディティヤの名を称した。とくに後期チャールキヤ朝のヴィクラマーディティヤ6世は伝説の王をまねて、自らの即位年（1076年）をチャールキヤ・ヴィクラマ紀元とした。
新しくは16世紀にデリーを占領したヘームーがヴィクラマーディティヤを称した。ヘームーを破ったアクバルは、ヴィクラマーディティヤにならってアブル・ファズル、トーダル・マル、アブドゥル・ラヒーム・ハーン、マーン・シングらの9人をナヴァラトナとして優遇した。
2013年にロシアからインド海軍に引き渡された航空母艦「アドミラル・ゴルシコフ」を「ヴィクラマーディティヤ」に改名した。